# Conan der Zerstörer
Conan der Zerstörer (Originaltitel: Conan the Destroyer) ist ein zum Genre des Barbarenfilms zählender Fantasy-Film von 1984. Der Charakter Conan der Cimmerier basiert auf einer Figur von Robert E. Howard. Der Film schließt an Conan der Barbar an. Der Film startete am 19. Oktober 1984 in den deutschen Kinos.

## Handlung
Die gleichermaßen schöne wie bösartige Königin Taramis bittet Conan um Hilfe. Er soll ihre Nichte, Prinzessin Jehnna, zum Schloss des Zauberers Toth-Amon geleiten, um einen magischen Diamanten zu beschaffen. Als Gegenleistung verspricht sie ihm, seine geliebte Valeria von den Toten zurückzuholen. Der Diamant selbst, den nur die auserwählte Prinzessin berühren darf, ist der Schlüssel zu einem weit größeren Schatz, einem mit Juwelen besetzten Horn, welches Dagoth, den träumenden Gott, wiedererwecken soll, wenn man es in die Stirn seiner Statue einsetzt.
So begibt sich Conan mit seinen Begleitern, dem Dieb Malak, dem Zauberer Akiro, der Kriegerin Zula und der Prinzessin Jehnna sowie deren Leibwächter Bombaata, auf den Weg zu Toth-Amons Eispalast, der aus der Mitte eines Sees aufragt. In der Nacht vor der Überfahrt zum Schloss wird Jehnna von Toth-Amon entführt, der die Macht des Artefaktes für sich will. Conan und seine Gefährten machen sich daran, sie zu retten. Im Spiegelsaal des Schlosses, in dem sich auch das Juwel befindet, kommt es zum Kampf zwischen Conan und dem Zauberer, der ihm ein unverwundbares gorillaähnliches Monster entgegenschickt, das Conan aber besiegen kann, indem er die Spiegel zerstört.
Nachdem Toth-Amon besiegt und der Diamant in ihren Besitz gebracht worden ist, reist die Gruppe weiter zum Tempel, in dem das Horn verwahrt wird. Unterwegs werden sie von Soldaten angegriffen, die Jehnna entführen. Conan gelingt es allerdings, die Angreifer zu besiegen und die Prinzessin zu befreien. Er vermutet hinter dem Angriff Bombaatas Leute, doch dieser versichert Conan, dass er mit dem Überfall nichts zu tun habe.
Beim Tempel angekommen, erwartet sie bereits der Hüter des Horns mit seinen Schergen. Auch er will die Macht des träumenden Gottes für sich beanspruchen. Nach harten Kämpfen und einem magischen Duell zwischen Akiro und dem Hüter, der auch ein Zauberer ist, gelingt ihnen die Flucht durch einen Tunnel, den Bombaata jedoch einstürzen lässt, ehe auch Conan und seine Freunde herauskommen können: Er hat von Königin Taramis den Befehl erhalten, nur Jehnna und den Schatz unversehrt nach Hause zu bringen, jedoch Conan zu töten. Jehnna als Überbringerin des Horns soll dem träumenden Gott geopfert werden.
Nun erkennt Conan, dass Taramis’ Versprechen nur eine Lüge war, und macht sich auf den Weg, Jehnna vor ihrem Schicksal zu bewahren. Durch einen Geheimgang, den vor Jahren ein Verwandter von Malak angelegt hatte, gelangen sie in die Palastanlage, wo es zunächst zu einem Zweikampf zwischen Conan und Bombaata kommt.
Inzwischen ist die große Zeremonie zur Wiedererweckung der Gottheit in vollem Gange, das Horn wurde wieder in die Stirn des Gottes eingesetzt, und dieser erwacht zu neuem Leben. Conan kann die Opferung von Jehnna im letzten Augenblick verhindern; durch die Störung des Rituals allerdings verwandelt sich Dagoth in ein abscheuliches Ungeheuer, das nur besiegt werden kann, indem man ihm das magische Horn wieder herausreißt. Königin Taramis wird bei dem Versuch, das Ungeheuer zu beschwichtigen, von diesem getötet.
Nachdem alles Böse seine gerechte Strafe erhalten hat, vergibt Jehnna, nun Königin, die höchsten Ämter ihres Reiches als Belohnung an Conans Gefährten. Zula soll den Posten des obersten Kriegsherrn einnehmen, Akiro wird zum Ratgeber der Königin ernannt, und Malak erhält, auf Grund seines tollpatschig-freundlichen Wesens, den Posten des Hofnarren. Jehnna selbst bietet Conan an, an ihrer Seite zu herrschen; er lehnt jedoch ab und zieht alleine weiter auf der Suche nach seinem eigenen Reich und seiner verlorenen Königin.

## Synchronisation
| Rolle               | Darsteller            | Synchronsprecher    |
| ------------------- | --------------------- | ------------------- |
| Conan               | Arnold Schwarzenegger | Thomas Danneberg    |
| Zula                | Grace Jones           | Barbara Ratthey     |
| Bombaata            | Wilt Chamberlain      | Karl Schulz         |
| Akiro, der Zauberer | Mako                  | Heinz-Theo Branding |
| Malak               | Tracey Walter         | Gerd Duwner         |
| Königin Taramis     | Sarah Douglas         | Ursula Heyer        |
| Prinzessin Jehnna   | Olivia d’Abo          | Katja Nottke        |
| Toth-Amon           | Pat Roach             | Michael Chevalier   |
| Großwesir           | Jeff Corey            | Otto Czarski        |
| Der Hüter           | Ferdinand Mayne       | Wilhelm Borchert    |

Synchronfirma: Rainer Brandt Filmproduktion, Berlin

## Auszeichnungen
Zwei Nebendarstellerinnen brachten dem Film 1985 zwei Nominierungen und eine Auszeichnung ein. Während Grace Jones für den Saturn Award als beste Nebendarstellerin nominiert war, wurde Olivia d’Abo für eine Goldene Himbeere als schlechteste Nebendarstellerin nominiert und in der Kategorie „Schlechtester neuer Star“ geehrt. Für diese Auszeichnung war zugleich ihre Rolle in Ekstase (US-Titel Bolero) ausschlaggebend.

## Kritiken
Laut Lexikon des internationalen Films ist „Conan der Zerstörer“ ein „eindimensionaler Film mit zahlreichen Schaukämpfen; aufwendig und relativ unblutig inszeniert. Für Freunde naiver Comics.“ Im Buch Die schlechtesten Filme aller Zeiten ist zu lesen: „Arnold Schwarzenegger im Kampf gegen den (von 16 Technikern gesteuerten) Monstergott Dagoth. Auch diesmal hat der Herr leider versäumt, Hirn vom Himmel zu werfen.“ Christian Horn schreibt bei Filmstarts.de: „Im Gegensatz zu ‚Conan, der Barbar‘ entwickelt der Nachfolger kaum Charme: zu dümmlich, zu billig und schlicht zu langweilig ist das zweite Abenteuer des Barbaren geraten.“ Das Große TV Spielfilm Filmlexikon urteilte hingegen: „Richard Fleischer sorgte dafür, dass seine Fortsetzung, ausgestattet mit einer gehörigen Portion Selbstironie und einer Übersteigerung der fantastischen Elemente, wesentlich besser zu ertragen war als der Milius-Vorgänger von 1982.“
Der Film erhielt überwiegend negative Kritiken. Das Filmkritik-Portal Rotten Tomatoes gibt für den Film 26 % positive Rezensionen an und er hat einen Metascore von 53 von 100 bei Metacritic.

## Trivia
- Der Charakter Zula ist in den Comics männlich. Da die Produzenten jedoch eine starke, weibliche Figur im Film unterbringen wollten, wurde das Geschlecht der Figur geändert.
- Das Juwel, welches im Film gefunden wird und das Tor zur Aufbewahrungskammer des Horns öffnet, wird Ahrimans Herz genannt. Ahriman ist ein böser Geist aus der persischen Mythologie und der Gegenspieler von Ahura Mazda.
- Gerry Lopez nahm seine Rolle als Subotai nicht wieder auf. Der Charakter wurde gestrichen und durch den tollpatschigen Dieb Malak ersetzt. Gründe hierfür sind nicht bekannt, im Roman zum Film Conan der Barbar gibt es jedoch eine Abschiedsszene zwischen Conan und Subotai, nachdem sie die von Thulsa Doom entführte Prinzessin zu König Osric zurückgebracht haben.
- Als Conan und Malak mit Taramis’ Soldaten durch die Stadt reiten, treffen sie auf das Dromedar, welches Conan im ersten Teil bewusstlos geschlagen hat, woran er von Malak erinnert wird. Dies ist ein Kontinuitätsfehler, da Malak im ersten Teil nicht vorkam.
- Olivia D’Abo (Jehnna) war zum Zeitpunkt des Drehs erst 15 Jahre alt.
- Wilt Chamberlain (Bombaata) war einer der erfolgreichsten Basketballspieler der NBA-Geschichte. In der ewigen Bestenliste der Spieler, die in ihrer Karriere die meisten Punkte erzielt haben, belegt er den 7. Platz.
- Wie auch im Vorgänger war erneut Basil Poledouris für die musikalische Untermalung des Films zuständig.
- Der von Robert Jordan verfasste Roman zum Film folgt überwiegend der Handlung der Leinwandadaption und erweitert lediglich einzelne Details bzw. weicht in manch anderen Punkten geringfügig von der Vorlage ab. So wurde beispielsweise der im Film eigentlich ungenannt gebliebene Großwesir (Jeff Corey) mit dem Namen Xantares ausgestattet und der Zauberer Toth-Amon (Pat Roach) in Amon-Rama umbenannt.